# EF Education First
EF Education First (viết tắt là EF) là tổ chức giáo dục quốc tế hoạt động trong lĩnh vực đào tạo ngôn ngữ, du lịch kết hợp giáo dục, trao đổi văn hóa cũng như các chương trình học thuật khác. Tổ chức được thành lập năm 1965 bởi Bertil Hult tại thị trấn đại học Lund, Thụy Điển dưới cái tên Europeiska Ferieskolan (European Holiday School). Công ty được điều hành bởi gia đình Hult, đặt trụ sở tại Lucerne, Thụy Sĩ.
EF là trường tư lớn nhất thế giới với hơn 400 trường học, 34,000 nhân viên làm việc cho 16 công ty con và các tổ chức phi lợi nhuận có mặt trên 50 quốc gia trên thế giới.
EF là nhà cung cấp chính thức các chương trình đào tạo ngôn ngữ cho thế vận hội Olympic 2008 tại Bắc Kinh và thế vận hội mùa đông 2014 tại Sochi. Nhằm chuẩn bị cho thế vận hội 2014, 70,000  nhân viên, tình nguyện viên và nhân viên du lịch được đào tạo bởi hệ thống giáo dục Tiếng Anh trực tuyến.
EF English First là phân nhánh chuyên đào tạo Tiếng Anh của EF Education First. EF English First cung cấp các khóa học cho người lớn và trẻ em tại Trung Quốc, Indonesia và Liên bang Nga.
Hult International Business School liên kết với EF và được đặt theo tên của người sáng lập Bertil Hult. Trường cung cấp các chương trình học cử nhân và thạc sĩ (MBA, Executive MBA). Trường có mặt tại 7 thành phố lớn trên thế giới: San Francisco, London, Dubai, Shanghai, New York, và Sao Paulo. Hult là nhà tài trợ và là đơn vị tổ chức giải thưởng Hult Prize thường niên (được biết đến với tên gọi Hult Global Case Challenge), nhằm khuyến khích và động viên các cử nhân kinh doanh trẻ giải quyết những vấn đề toàn cầu thông qua giải pháp kinh doanh.
Cultural Care Au Pair là một phần của EF chuyên tuyển dụng người nước ngoài và sắp xếp họ sống cùng gia đình địa phương tại Mỹ với vai trò như người giữ trẻ. Đây là một trong số 14 tổ chức tài trợ cho thị thực J-1 tại Mỹ.
EF Education First đã cho ra mắt EF English Proficiency Index (EF EPI) – bảng xếp hạng khả năng nói tiếng Anh của các nước. Ấn bản mới nhất được công bố vào tháng 11/2013.

## Related companies and organizations
- EF Englishtown
- EF English First
- Hult International Business School
- Cultural Care Au Pair
- EF Educational Tours
- EF International Academy